# Beyle Schaechter-Gottesman
Pour les articles homonymes, voir Gottesman.
Beyle Schaechter-Gottesman, née le 7 août 1920 et décédée le 28 novembre 2013, est une poétesse et chanteuse américaine de langue yiddish. Elle est aussi la sœur du linguiste Mordkhe Schaechter.

## Biographie

### Enfance et études
Beyle Schaechter est née à Vienne, fille de Benyamin Schaechter et de Lifshe Gottesman, dont la personnalité est particulièrement marquante. Sa mère connait en effet un large répertoire de chansons folkloriques, surtout en yiddish, qu'elle a partiellement enregistrées plus tard aux États-Unis, où elle publie également ses mémoires en 1973 : Durkhgelebt a Velt: Zikhroynes. La famille s'installe à Tchernivtsi en Roumanie, aujourd'hui en Ukraine, alors qu'elle a moins de deux ans. La jeune Beyle baigne donc dans un environnement multiculturel : à l'école elle suit les cours en roumain, et étudie aussi le français et le latin. Elle parle yiddish à la maison et utilise dans la ville pour communiquer l'allemand et l'ukrainien. Jeune déjà, elle connait les fables d'Eliezer Steinbarg par cœur et répond à son instituteur qui lui demande ce qu'elle veut faire plus tard qu'elle serait poétesse. Elle part pour Vienne à seize ans, afin d'étudier les arts et revient après l'entrée d'Adolf Hitler en Autriche en 1938.

### L'épreuve de la guerre
Son père Benyamin est arrêté le 14 septembre 1940 par les militaires russes et envoyé en Sibérie, d'où il ne revient jamais, après un procès de complaisance. Le 1er février 1941, Beyle se marie à son cousin Jonas (Yoyne) Gottesman et déménage dans le berceau des Gottesman, à Zvinyach, aujourd'hui en Ukraine. La famille échappe miraculeusement au sort des Juifs de cette époque en Bucovine : la déportation en Transnistrie, grâce à une famille de Karolyuvka en Galicie, puis grâce à la profession de Jonas, médecin, qui leur permet de vivre à Bucarest de continuer à étudier l'art, puis de passer la frontière pour Vienne, où il devient médecin-chef dans un camp de réfugiés. Le premier enfant de Beyle, Binyumen, est mort très jeune et c'est avec leur fille Taube d'un an que les Gottesman émigrent à New York en 1951. Ses frères Hyam et Itzele sont nés en 1953 et 1957.

### L'émigration et les débuts littéraires
C'est à New York que commence véritablement sa carrière littéraire marquée, au moins au début, par son travail sur la pédagogie du yiddish, la littérature pour enfants et un investissement important à compte d'auteur. Elle enseigne à la Sholem Aleichem Folkshul jusqu'à sa fermeture dans les années 70 et y écrit des comédies musicales et des pièces de théâtre pour marionnettes. Elle publie ses premiers livres à compte d'auteur, comme Khayml un taybele, pour ses enfants, en 1956 et Mir forn en 1963, ou même une revue pour et par les enfants, Enge-Benge, de 1966 à 1972. De manière plus classique, elle est rédactrice en chef du Kinderzhurnal, publie des textes dans Kinder Tsaytung et Pedagogisher Buleten.

### Carrière littéraire et portée sociale du yiddish
Elle publie ensuite ses premiers poèmes pour adultes dans la revue de Kadia Molodowsky, puis plusieurs recueils suivent, ainsi que de nombreuses publications en revues, et des disques. En outre, elle illustre souvent ses œuvres de ses dessins et tableaux. Beyle Schaechter-Gottesman est aussi une figure de la préservation du yiddish à New York. Elle anime un cercle littéraire de jeunes auteurs en yiddish, Yugntruf, et dirige une anthologie de ses œuvres, Vidervuks en 1989. Elle est aussi rédactrice littéraire de Yedies fun YIVO et Afn Shvel, ou encore secrétaire du Yiddish PEN Club. La rue où habite la famille, ainsi que plusieurs autres soucieuses également de la préservation du yiddish, Bainbridge Avenue dans le Bronx, est surnommée Bainbridgifke. De partout des locuteurs viennent assister, tous les lundis après-midi, au célèbre shmeuskrayz, à des discussions souvent animées, toujours en yiddish, chez Beyle Schaechter-Gottesman.

## Influence littéraire
La renaissance de la musique klezmer aux États-Unis permet à Beyle Schaechter-Gottesman de participer à de nombreux festivals (Klezkamp, Buffalo on the Roof, Klezkanada, Ashkenaz Festival, Weimar Klezmerwochen), ainsi que d'interpréter, seule et a capella, ses œuvres un peu partout (Odessa, Tel Aviv, Buenos Aires, Berlin), notamment devant des publics très jeunes. Elle voit de nombreux interprètes s'intéresser à ses compositions et les reprendre : Nechama Lipchitz, Theodore Bikel, Theresa Tova ou Adrienne Cooper.
Elle obtient aussi de nombreuses récompenses : National Heritage Fellow en 2005, Hall of Fame du musée de la ville de New York en 1999, prix Usher Tshutshinsky du congrès mondial de la culture juive en 1994. Boris Sandler estime qu'elle se situe à la fois à l'intérieur de et contre la tradition, incarnée par l'anthologie de poétesses juives d'Ezra Korman en 1928. Elle-même se considère comme une post-introspectiviste (en allusion au mouvement In-zhik, entre autres de Jacob Glatstein), voire une poétesse expérimentale. Ses thèmes sont variés, souvent politiques (sur le 11 septembre par exemple, ou le Cambodge), mais aussi sur les problèmes de la création (d'où son modernisme), ou encore des détails de sa vie quotidienne, comme un saxophone dans le Bronx.

## Œuvres

### Livres
- Khayml un taybele, livre pour enfants, New York, 1956 ;
- Mir forn, livre pour enfants, New York, 1963 ;
- Enge-Benge, revue pour enfants, dix numéros de 1966 à 1972, traduction du numéro 7 en anglais en 1970 ;
- Steshkes tsvishn moyern, poèmes, Tel Aviv, 1972 ;
- Sharey, poèmes, New York, 1980 ;
- Zumerteg : tsvontsik zinglider, New York, 1990 ;
- Kinderlider, poèmes pour enfants, New York, 1995 ;
- Lider, poèmes, édition bilingue yiddish et anglais, traduction de Charne Schaechter ,New York, 1995 ;
- Fli, mayn flishlang !, chansons pour enfants avec partition musicale, New York, 1999
- Mume Blume di makhsheyfe, livre pour enfants, édition bilingue, traduit en anglais par Charne Schaechter, New York, 2000.
- Perpl shlenglt zikh der veg: lider, poèmes, New York, 2002 ;
- Der tsvit fun teg: Lider un tseykhenungenun, poèmes, New York, 2007 ;
- Vegn Mordkhen, poème dans Afn Shvel, numéro 339, 2007 ;
- A ṿinḳl gantsḳeyṭ : lider un tseykhenungen, poèmes, New York, 2012.

### Disques
- Zumerteg, New York, 1991, cassette, puis en disque compact en 1994 ;
- Af di gasn fun der shtot [Dans les rues de la ville], New York, 2003 ;
- Bay mayn mames shtibele, New York, 2004 ;
- Fli mayn flishlang!, chansons pour enfants, Austin, 2006.

### Pièces de théâtre
- Alts tsulib a latke
- Dreydlkop
- A gute nakht
- Kosmos-flier
- Di malke fun kikh
- Purimshpiler
- Yosef un zayne brider